# George Murray (1759-1819)
Pour les articles homonymes, voir George Murray et Murray.
George Murray, né en janvier 1759 à Chichester et mort dans cette même ville le 28 février 1819, est un vice-amiral de la Royal Navy.
Il participe à la guerre d'indépendance des États-Unis, aux guerres de la Révolution française et aux guerres napoléoniennes.